# The Silver Horde (film 1920)
The Silver Horde è un film muto del 1920 diretto da Frank Lloyd e interpretato da Myrtle Stedman, Curtis Cooksey, Betty Blythe. La sceneggiatura di J.E. Nash e Lawrence Trimble si basa sull'omonimo romanzo di Rex Beach che, pubblicato a New York nel 1909, sarebbe stato in seguito portato sullo schermo nel 1930 con un remake dallo stesso titolo (in Italia, Un dramma nell'Alaska) che aveva come interpreti Evelyn Brent, Joel McCrea, Louis Wolheim e Jean Arthur.

## Trama

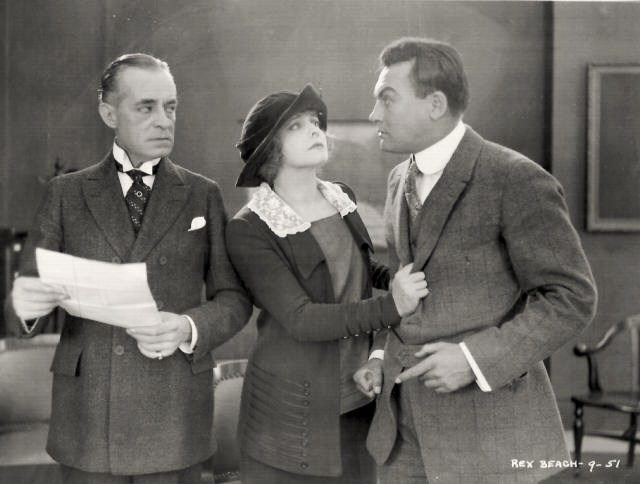
Robert McKim, Myrtle Stedman e Curtis Cooksey

Innamorato di Mildred Wayland, la ragazza dei suoi sogni, figlia di un ricco finanziere di Wall Street, il giovane Boyd Emerson lascia New York per cercare di fare fortuna in Alaska così da poterla sposare. Boyd si mette in società con Big George Bolt e Cherry Malotté che si stanno battendo contro il trust guidato da Marsh per la cattura dei salmoni, chiamato "l'orda d'argento". Marsh, sostenuto da Wayland, tenta di sabotare gli sforzi del terzetto che gli si oppone e mette in cattiva luce Boyd con Mildred facendo girare la voce che abbia avuto una relazione mettendo al mondo un figlio illegittimo. Le manovre di Marsh, però, non hanno successo, fallendo quando i tre soci riescono a conquistare il monopolio del mercato del salmone. Boyd, nel frattempo, ha scoperto di essere innamorato di Cherry e dimentica presto la sua bella bambola milionaria.

## Produzione
Il film fu prodotto dalla Eminent Authors Pictures Inc. Le scene della pesca al salmone vennero girate all'isola di Lummi, a Bellingham, nello stato di Washington. A Seattle, invece, furono riprese le scene della sommossa.

## Distribuzione
Il copyright del film, richiesto da Rex Beach, fu registrato l'8 maggio 1922 con il numero LP15106.

Distribuito dalla Goldwyn Distributing Company, il film uscì nelle sale statunitensi il 9 maggio 1920. In Danimarca, il 15 novembre 1920 con il titolo Sølvstimen. Il 2 giugno 1922, distribuito dalla Films Erka, uscì in Francia con il titolo La Horde d'argent.

Il 3 settembre 2001, è stato proiettato durante il Cinecon Film Festival.

### Conservazione
Copia completa della pellicola si trova conservata negli archivi della MGM.